# 3. List do Koryntian
3. List do Koryntian – apokryficzny list przypisywany św. Pawłowi, w Kościele Ormiańskim uważany za kanoniczny.
Utwór był nieznany w Europie aż do XVII wieku, kiedy to poznano go poprzez przekład armeński. W XIX wieku odkryto przekład łaciński, zaś w XX wieku przekład koptyjski. W XX wieku odkryto także oryginalny tekst grecki, nieznacznie różniący się od funkcjonujących w Kościele Ormiańskim przekładów.
3. List do Koryntian znany był od starożytności na wschodzie. W IV wieku został uznany za kanoniczny przez część Kościołów wschodnich, m.in. przez Syryjski Kościół Prawosławny i był wielokrotnie cytowany. W późniejszych wiekach większość Kościołów wschodnich usunęła list z kanonu. Obecnie za kanoniczny uznaje go jedynie Apostolski Kościół Ormiański.

## Teologia
Teologia utworu jest bardzo prosta, jednak wyraźnie ortodoksyjna i skierowana przeciwko gnostycyzmowi, adopcjonizmowi i doketyzmowi.
Antygnostycki charakter przyczynił się do małego rozpowszechnienia listu i powstania niewielu jego rękopisów.

## Autorstwo
Autor utworu jak i środowisko w którym powstał pozostają nieznane. Przyjmuje się, że tekst powstał nie dalej jak w połowie II wieku. Pierwotnie powstał jako samodzielny tekst, później włączono go jako część apokryficznych Dziejów Pawła.
Część badaczy uważa, że 3. List do Koryntian jest autentycznym listem św. Pawła.

## List Koryntian do Pawła
List jest odpowiedzią na List Koryntian do Pawła, w którym Kościół koryncki wyraża zaniepokojenie z powodu nauk niejakich Szymona i Kleobiosa, propagujących doketyzm. List został zaniesiony do Pawła przez diakonów Treptosa i Eutychesa.